# 日本沉沒 (漫畫)
《日本沉沒》是原著為小松左京的科幻小說《日本沉沒》的漫畫版。目前共有兩個版本，分別為在1970年代於「週刊少年Champion」中連載、由齋藤製作公司著作的版本，以及從2006年開始在「Big Comic Spirits」中連載、由一色登希彥著作的版本。一色登希彥版的繁體中文版，在台灣由尖端出版代理、在香港由文化傳信代理。

## 齋藤製作公司版
在1970年代，於秋田書店的「週刊少年Champion」中連載。

### 概要
連載完結後，於秋田書店出版單行本，之後便絕版了。直到1995年，才由講談社重新出版文庫版。這是原作者小松左京因在當年發生的阪神大地震的關係而向該出版社投稿。此外，在2006年，因電影翻拍版上映的關係，講談社出版了漫畫的廉價版，LEED社亦出版了單行本。
故事比較忠於原作，不過也出現了許多原作中沒有的原創人物（如阿部玲子的弟弟），以及開展了與在1973年公映的劇場版相似的故事。結局也與原作有點不同。此外，在原作中只在故事初段登場的鄉六郎，在此作中卻是故事的關鍵人物。

### 故事簡介
在19××年7月26日，位於伊豆半島的天城山突然火山爆發。此外，在小笠原的海面亦出現了有無人島沉沒這種不可思議的現象。為了調查富士火山帶的異變之謎，地球物理學家田所博士潛入日本海溝中，發現一個與常識相違背的景象在海底發展。整個日本列島陷入了發生大地震的異常事態之中，日本政府於是開始了極度機密、由田所博士當負責人的「D計劃」。另外，田所博士預言，此次異變結束時，將會出現一個可怕的結局……

### 登場人物
田所雄介
地球物理學家、田所研究所所長。其被稱為「野人」、「天才般的突飛猛進型」的研究方法，在日本國內外皆獲得高度評價。他是D計劃的負責人，也是第一個追查日本列島異變之謎的人。
小野寺俊夫
海底開發興業株式會社的潛水艇駕駛員。他的熟練的駕駛技術備受上司與下屬信任。他遇見了田所博士，並因遭遇到列島的異變而向公司請辭，然後參與了D計劃。
幸長
M大地震學教室助理教授。他與田所博士一同推進列島異變的研究工作，對D計劃的推進起了重大作用。英語能力高，在初中時曾閱讀過莎士比亞所有作品的原文。
中田
資訊學研究者。參與D計劃的人員之一。在故事的後半部，他成為代田所博士負責計劃的人，並留意着列島異變的發展。
邦枝
總理府秘書官。參與D計劃的人員之一。為日本政府中樞與D計劃擔當橋樑角色。
山崎
內閣調查室職員。參與D計劃的人員之一。
渡老人
暗中為D計劃提供資金的人。他雖然已屆過百歲的高齡，其成長經歷也是一個謎，但對政治的中樞擁有極大的影響力。

### 出版書籍
秋田書店版
| 冊數 | 秋田書店       | 秋田書店           |
| 冊數 | 發售日期       | ISBN               |
| ---- | -------------- | ------------------ |
| 1    | 1973年12月25日 | ISBN 4-25-303131-5 |
| 2    | 1974年4月20日  | ISBN 4-25-303132-3 |
| 3    | 1974年7月20日  | ISBN 4-25-303133-1 |
| 4    | 1974年10月20日 | ISBN 4-25-303134-X |

講談社版
| 冊數   | 講談社         | 講談社                 |
| 冊數   | 發售日期       | ISBN                   |
| 文庫版 | 文庫版         | 文庫版                 |
| ------ | -------------- | ---------------------- |
| 1      | 1995年4月28日  | ISBN 978-4-06-260070-5 |
| 2      | 1995年4月28日  | ISBN 978-4-06-260071-2 |
| 3      | 1995年4月28日  | ISBN 978-4-06-260072-9 |
| 新裝版 |                |                        |
| 1      | 2012年10月23日 | ISBN 978-4-06-376740-7 |
| 2      | 2012年11月22日 | ISBN 978-4-06-376741-4 |
| 3      | 2012年12月21日 | ISBN 978-4-06-376755-1 |

| 標題 | 講談社        | 講談社                 |
| 標題 | 發售日期      | ISBN                   |
| ---- | ------------- | ---------------------- |
|      | 2003年5月26日 | ISBN 978-4-06-353057-5 |
|      | 2003年6月9日  | ISBN 978-4-06-353068-1 |
|      | 2003年6月23日 | ISBN 978-4-06-353076-6 |
|      | 2003年7月7日  | ISBN 978-4-06-353084-1 |
|      | 2003年7月17日 | ISBN 978-4-06-353094-0 |
| 再版 |               |                        |
|      | 2006年6月28日 | ISBN 978-4-06-371770-9 |
|      | 2006年6月28日 | ISBN 978-4-06-371771-6 |

## 小學館版
2006年至2008年間，於小學館的「Big Comic Spirits」中連載。

### 概要
從Big Comic Spirits2006年第5、6合併號開始連載。雖然「日本沉沒」的基本故事按照小松左京的原作編寫，但時代則轉設定為與目前相距不遠的未來（21世紀初的日本）。自第10卷開始，漫畫的設定中心開始走向原創，在此之前有不少敘述是基於2006年的電影翻拍版的設定的。

### 故事簡介
21世紀初某年11月悶熱的一天。在東京新宿，發生了一宗雜居大廈突然像被土地吞掉一般埋入地下的事故。在兩名人在大廈的海地開發公司職員小野寺俊夫與結城慎司和東京消防廳消防救助機動部隊隊員阿部玲子的救助下，奇蹟地無人喪命。然而，這宗神秘事件，只是日本受災的開始而已。同樣遭遇此事件的地球物理學家田所雄介博士，連同小野寺、結城、幸長等人一起到日本海溝去，以探查此事件的徵兆。在那裡，他們所看到的景象，是暗示日本列島的「異變」，以及在此之後日本的「未來」……

### 各卷標題
- 第1卷　地下的龍捲風（地下の竜巻）
- 第2卷　日本海溝（日本海溝）
- 第3卷　D計劃（D計画）
- 第4卷　古都消失（古都消失）
- 第5卷　推論，歸結。（推論・帰結ス。）
- 第6卷　失憶之國，失憶之首都（記憶喪失の国、記憶喪失の首都）
- 第7卷　阿部玲子（阿部玲子）
- 第8卷　冥府，火之國（冥府、火の国）
- 第9卷　日本沉沒阻止計劃（日本沈没阻止計画）
- 第10卷  奇跡的價值・奇跡的代價（奇跡の価値・奇跡の代償）
- 第11卷  美好的每一天（すばらしい日々）
- 第12卷 他們的每一天（彼等の日々）
- 第13卷 在連綿不絕的雨中（やまぬ雨の中で）
- 第14卷 不斷下沉的國家（沈み行く国）
- 第15卷 日本沉沒（日本沈没）第一部完

### 受災進程
※（）內為死者及失蹤者的人數（截至第11卷為止）
前年11月?日/『始發點』新宿雜居大廈的消失（0人）
　　　12月?日/伊豆、天城山地震（7人）
　　　12月29日/天城山火山爆發（0人）
翌年1月1日/相模灣地震大海嘯（20多萬人）
　　　1月11日/京都大地震（50多萬人）京都市區被水淹沒。
　　　2月7日/第二次關東大地震（500萬人＋α）東京地區被水淹沒。
　　　2月11日/長野地震（約800人）
　　　2月20日/函館地震（約3000人）
　　　?月?日/阿蘇山火山爆發（150萬人）九州中部地區被水淹沒。
　　　?月?日/富士山火山爆發（死亡人數不明）
　　　?月?日/中央地溝帶大崩落、中央構造線大崩落（死亡人數不明）

### 登場人物
小野寺俊夫
海底開發株式會社的潛水艇駕駛員。出生地不明。因其父親的關係，在1993年移居京都。在1994年則搬到神戶市去。翌年，阪神大地震令他失去了父親。其母親回故鄉去，而他則隻身到了美國，在那裡改進自己的潛水艇駕駛技能後回國。雖然他早已認定日本是個沒有希望的國家，但自從「新宿大廈事例」以後，因田所博士的研究和不斷遇上災害使其心境起了變化，因而亦決定參與D計劃。
在被送往醫院的途中遇上富士山火山爆發，導致運送他的直升機墜落，但獲救助。此後俊夫將其姓氏改成「小野田」。
田所雄介
地球物理學家、田所研究所所長。以「洞察力與想像力」為第一信條來處事的他，雖然被着重「原理與權威」的日本學界忽略，但仍獨自繼續研究工作。在遇上「新宿大廈事例」以後，他開始追查日本列島所面對的迫切危機，以及主導D計劃。
阿部玲子
東京消防廳消防救助機動部隊的女隊員。與小野寺同様因遭遇地震而失去了家人。此後便加入了消防救助機動部隊。她在「新宿大廈事例」中遇上小野寺，並在以後的多次見面後，對他產生了好感。
結城慎治
小野寺工作的公司的後輩，同樣是潛水艇駕駛員。人情深厚，正義感亦強。與小野寺關係良好之餘，也很尊敬他。
鄉六郎
小野寺在學生時代被稱為「小六（ロクちゃん）」的好朋友。在京都發生地震以來，率領着民間支援組織一方的「D計劃」。
緒形茂弘
內閣總理大臣。曾對田所所說的「日本的危機」這部份表示懷疑，但不斷發生的災害令他開始積極地支援D計劃。
廣田五月
一位任職內閣官房長官的女性。對「日本的危機」表示贊同，並催促總理開展D計劃。
幸長
仰慕田所博士的年輕學者。他參與田所的研究，也參加了D計劃。
中田
因研究的關係而身在美國，但在田所博士的請求下而回國。他是心理学與資訊學的權威，是D計劃的中樞。
邦枝
總理秘書官。是中田和幸長的同學。向廣田介紹了田所的主張。
辰野
A新聞記者。一邊追查田所博士的活動，一邊參與D計劃。
山城
T大學地質學名譽教授。他是個被權欲熏心的人。A計劃的負責人，主導日本沉沒阻止計劃。
大柳
政權黨的幹事長。他是主張保有核武器的鷹派人物，並想乘日本的混亂奪取總理的位子。
渡老人
D計劃的資金提供者，對政經界擁有重大影響力的人物。他也以稱呼緒形總理。

居酒屋「雜種天堂」店長。雖然在「新宿大廈事例」中失去了店鋪，但後來在廢墟原址再次營業。曾與小野寺見過一面。

在「新宿大廈事例」被小野寺等人救助的保母。後來與結城相戀，並一起同居。

原名麻耶子。似乎與小野寺一樣，擁有察知危險的能力。
野崎
日本在聯合國的代表。向各國請求收容日本難民。

W.O.F.（世界海洋財團）的總裁。小野寺的養父。

### 用語
D（Diaspora（大流散））計劃
由日本政府設立的A、B、C室，與中長期災害對策委員會另外的第4個的「D室」的通稱。成員有邦枝康雄（總理秘書官）、廣田五月（內閣官房長官）、田所雄介（地球物理學博士）、中田一成（資訊學博士）、幸長信彥（M大地質學助理教授）、片岡潔（防衛技研技官）、內閣調查室山崎隆之、安川陽一郎（建築設計事務所職員（負責會計））、辰野龍一（A新聞記者）、小野寺俊夫（海底開發深海潛水艇駕駛員）。「D」這名字，源自曾被稱為「Diaspora（散亂的東西）」的失去了國土的猶太人。與由鄉六郎領導的民間支援組織同名，但並無關係。
D-1計劃
D計劃的第一階段。是個為了闡明在日本列島的「危機」的計劃。
D-2計劃
D計劃的第二階段。是個讓日本人到海外躲避日本沉沒危機的計劃。
D-3計劃
D計劃的第三階段。這是曾在第1卷出現過的字眼，不過目前暫時還沒有更詳細的資料。
A-計劃
A室的通稱。由山城教授牽頭對抗D計劃的勢力。

### 出版書籍
| 冊數 | 小學館         | 小學館                 |
| 冊數 | 發售日期       | ISBN                   |
| ---- | -------------- | ---------------------- |
| 1    | 2006年6月30日  | ISBN 4-09-180407-1     |
| 2    | 2006年6月30日  | ISBN 4-09-180408-X     |
| 3    | 2006年7月28日  | ISBN 4-09-180569-8     |
| 4    | 2006年10月30日 | ISBN 4-09-180786-0     |
| 5    | 2007年1月30日  | ISBN 978-4-09-181058-8 |
| 6    | 2007年4月27日  | ISBN 978-4-09-181196-7 |
| 7    | 2007年7月30日  | ISBN 978-4-09-181339-8 |
| 8    | 2007年10月30日 | ISBN 978-4-09-181508-8 |
| 9    | 2007年12月30日 | ISBN 978-4-09-181706-8 |
| 10   | 2008年4月30日  | ISBN 978-4-09-182047-1 |
| 11   | 2008年6月30日  | ISBN 978-4-09-182010-5 |
| 12   | 2008年9月30日  | ISBN 978-4-09-182145-4 |
| 13   | 2008年11月28日 | ISBN 978-4-09-182217-8 |
| 14   | 2009年1月30日  | ISBN 978-4-09-182327-4 |
| 15   | 2009年2月27日  | ISBN 978-4-09-182357-1 |

## 外部連結
- 齋藤製作公司官方網站 （页面存档备份，存于）
- 一色登希彦的X（前Twitter）